# Myrmosidae
Myrmosidae es una familia de avispas (superfamilia Pompiloidea), (antes considerada una subfamilia (Myrmosinae) de Mutillidae). En 2008 se la reconoció como una familia. Al igual que Mutillidae, tienen apariencia de hormigas pero son en realidad avispas.
Predominan en la región  Indo-Malaya. 

## Descripción
Las hembras carecen de alas y son más chicas que los machos; tienen el tórax dividido en dos secciones. Los machos no tienen espina al final del abdomen.
Las larvas parasitan a una variedad de abejas o avispas.

## Géneros
- Carinomyrmosa  Lelej, 1981
- Erimyrmosa Lelej, 1984
- Krombeinella Pate, 1947
- Myrmosa Latreille, 1796
- Paramyrmosa Saussure, 1880